# Fußballklub Austria Wien 2019-2020
Questa voce raccoglie le informazioni riguardanti il Fußballklub Austria Wien nelle competizioni ufficiali della stagione 2019-2020.

## Rosa
| N. |                      | Ruolo | Calciatore              |
| -- | -------------------- | ----- | ----------------------- |
| 2  | Danimarca (bandiera) | D     | Andreas Poulsen         |
| 3  | Gambia (bandiera)    | D     | Maudo Jarjué            |
| 4  | Australia (bandiera) | C     | James Jeggo             |
| 5  | Kosovo (bandiera)    | C     | Vesel Demaku            |
| 6  | Austria (bandiera)   | C     | Niels Hahn              |
| 7  | Austria (bandiera)   | C     | Maximilian Sax          |
| 8  | Austria (bandiera)   | C     | Stephan Zwierschitz     |
| 9  | Austria (bandiera)   | C     | Patrick Wimmer          |
| 10 | Austria (bandiera)   | C     | Alexander Grünwald      |
| 11 | Austria (bandiera)   | C     | Benedikt Pichler        |
| 13 | Austria (bandiera)   | P     | Ivan Lučić              |
| 14 | Austria (bandiera)   | A     | Christoph Monschein     |
| 16 | Austria (bandiera)   | C     | Dominik Prokop          |
| 17 | Austria (bandiera)   | D     | Florian Klein           |
| 18 | Austria (bandiera)   | D     | Christian Schoissengeyr |
| 20 | Nigeria (bandiera)   | A     | Bright Edomwonyi        |

| N. |                               | Ruolo | Calciatore            |
| -- | ----------------------------- | ----- | --------------------- |
| 22 | Paesi Bassi (bandiera)        | A     | Caner Cavlan          |
| 23 | Stati Uniti (bandiera)        | C     | Erik Palmer-Brown     |
| 24 | Austria (bandiera)            | D     | Aleksandar Borković   |
| 27 | Austria (bandiera)            | C     | Thomas Ebner          |
| 28 | Austria (bandiera)            | D     | Christoph Martschinko |
| 29 | Austria (bandiera)            | D     | Markus Suttner        |
| 30 | Austria (bandiera)            | D     | Michael Madl          |
| 32 | Austria (bandiera)            | P     | Patrick Pentz         |
| 36 | Austria (bandiera)            | A     | Dominik Fitz          |
| 39 | Austria (bandiera)            | C     | Manprit Sarkaria      |
| 46 | Austria (bandiera)            | D     | Johannes Handl        |
| 99 | Austria (bandiera)            | P     | Mirko Kos             |
| -  | Turchia (bandiera)            | D     | Tarkan Serbest        |
| -  | Austria (bandiera)            | C     | Aleksandar Jukic      |
| -  | Israele (bandiera)            | A     | Alon Turgeman         |
| -  | Rep. Centrafricana (bandiera) | A     | Sterling Yatéké       |

## Risultati

### Fußball-Bundesliga
| Arbitro: | Christopher Jäger |

|                                            |           |              |
| Serbest 34’ (aut.) Walch 60’ Buchacher 65’ | Marcatori | 68’ Grünwald |

| Arbitro: | Sebastian Gishamer |

|  |           |                                              |
|  | Marcatori | 42’ Ramsebner 87’ Trauner 90'+2’ Marko Raguz |

| Arbitro: | Stefan Ebner |

|            |           |                                              |
| Gruber 78’ | Marcatori | 3’, 38’, 83’ Monschein 56’ Grünwald 58’ Fitz |

| Arbitro: | Walter Altmann |

|               |           |               |
| Monschein 44’ | Marcatori | 62’ Cmiljanić |

| Arbitro: | Dieter Muckenhammer |

|                          |           |                               |
| Rep 45’ Klein 81’ (aut.) | Marcatori | 51’ (aut.) Klem 67’ Monschein |

| Arbitro: | Harald Lechner |

|               |           |                               |
| Monschein 10’ | Marcatori | 7’ Murg 51’ Fountas 90’ Badji |

| Arbitro: | Manuel Schüttengruber |

|                                               |           |  |
| Ritzmaier 67’ Weissman 88’ (rig.) Niangbo 90’ | Marcatori |  |

| Arbitro: | Sebastian Gishamer |

|                            |           |  |
| Monschein 61’ Turgeman 80’ | Marcatori |  |

| Arbitro: | Alexander Harkam |

|                                              |           |                  |
| Ashimeru 33’ Koita 43’ Okugawa 55’ Koita 79’ | Marcatori | 2’ (aut.) Vallci |

| Arbitro: | Markus Hameter |

|               |           |  |
| Monschein 83’ | Marcatori |  |

| Arbitro: | Robert Schörgenhofer |

|                            |           |                           |
| Pak 59’ Gartler 87’ (rig.) | Marcatori | 5’ Monschein 67’ Turgeman |

| Arbitro: | Christian-Petru Ciochirca |

|                            |           |                                      |
| Turgeman 52’ Monschein 73’ | Marcatori | 4’ (aut.) Jeggo 5’ Pranter 68’ Dedic |

| Arbitro: | Rene Eisner |

|                         |           |  |
| Ranftl 7’ Filipovic 64’ | Marcatori |  |

| Arbitro: | Dieter Muckenhammer |

|                        |           |            |
| Grünwald 14’ Ebner 51’ | Marcatori | 77’ Bürger |

| Maria Enzersdorf 24 novembre 2019, ore 14:30 15ª giornata | Admira Wacker M. | 0 – 0 referto | Austria Vienna | BSFZ-Arena (3.476 spett.)\| Arbitro: \| Oliver Drachta \| |
| Arbitro:                                                  | Oliver Drachta   |               |                |                                                           |

| Arbitro: | Markus Hameter |

|                                                  |           |  |
| Pichler 12’ Monschein 20’, 34’, 60’ Grünwald 49’ | Marcatori |  |

| Arbitro: | Robert Schörgenhofer |

|                        |           |                         |
| Schwab 4’ Ljubicic 69’ | Marcatori | 3’ Sarkaria 39’ Pichler |

| Arbitro: | Walter Altmann |

|              |           |              |
| Grünwald 10’ | Marcatori | 77’ Weissman |

| Arbitro: | Manuel Schüttengruber |

|                       |           |                                |
| Schreiner 11’ Sam 20’ | Marcatori | 43’ Dominik Fitz 59’ Monschein |

| Arbitro: | Dieter Muckenhammer |

|                                |           |              |
| Monschein 67’ Palmer-Brown 89’ | Marcatori | 7’, 70’ Daka |

| Arbitro: | Markus Hameter |

|           |           |              |
| Balaj 88’ | Marcatori | 70’ Sarkaria |

| Vienna 7 marzo 2020, ore 17:00 22ª giornata | Austria Vienna     | 0 – 0 referto | St. Pölten | Franz Horr Stadion (6.800 spett.)\| Arbitro: \| Sebastian Gishamer \| |
| Arbitro:                                    | Sebastian Gishamer |               |            |                                                                       |

| Arbitro: | Harald Lechner |

|          |           |  |
| Fitz 67’ | Marcatori |  |

| Arbitro: | Christian-Petru Ciochirca |

|              |           |             |
| Ljubicic 74’ | Marcatori | 3’ Sarkaria |

| Arbitro: | Stefan Ebner |

|  |           |                                       |
|  | Marcatori | 1’ Nussbaumer 52’ (aut.) Palmer-Brown |

| Arbitro: | Markus Hameter |

|            |           |                                                            |
| Bürger 38’ | Marcatori | 18’ Sarkaria 30’ Zwierschitz 48’ Palmer-Brown 58’ Grünwald |

| Arbitro: | Alan Kijas |

|             |           |  |
| Grünwald 3’ | Marcatori |  |

| Arbitro: | Felix Ouschan |

|           |           |                          |
| Dedic 32’ | Marcatori | 8’ Edomwonyi 57’ Pichler |

| Arbitro: | Christian-Petru Ciochirca |

|  |           |                               |
|  | Marcatori | 11’ Fitz 50’ (rig.) Monschein |

| Arbitro: | Alexander Harkam |

|                           |           |                                                  |
| Pichler 18’ Monschein 36’ | Marcatori | 32’ Ljubicic 44’ Schütz 60’, 63’ Davies 83’ Alan |

| Arbitro: | Oliver Drachta |

|                |           |                       |
| Tartarotti 27’ | Marcatori | 57’ Sax 79’ Edomwonyi |

| Arbitro: | Dieter Muckenhammer |

|         |           |  |
| Sax 54’ | Marcatori |  |

#### Play-off per l'Europa League
| Arbitro: | Sebastian Gishamer |

|            |           |  |
| Wimmer 27’ | Marcatori |  |

| Arbitro: | Christopher Jäger |

|                        |           |                           |
| Pichler 56’ Wimmer 79’ | Marcatori | 10’, 64’ Tadic 74’ Dossou |

| Hartberg 15 luglio 2020, ore 20:30 Finale - Ritorno | Hartberg              | 0 – 0 referto | Austria Vienna | Profertil Arena Hartberg\| Arbitro: \| Manuel Schüttengruber \| |
| Arbitro:                                            | Manuel Schüttengruber |               |                |                                                                 |

### ÖFB-Cup
| Arbitro: | Christian-Petru Ciochirca |

|  |           |                                                                                          |
|  | Marcatori | 9’, 24’ Prokop 30’, 49’, 67’ Grünwald 45’ Monschein 53’ Serbest 58’ Edomwonyi 83’ Yatéké |

| Arbitro: | Robert Schörgenhofer |

|                                       |           |                    |
| Yeboah 10’, 54’, 58’, 70’ Pranter 42’ | Marcatori | 13’, 84’ Monschein |

### UEFA Europa League
| Arbitro: | Irrati |

|                  |           |                               |
| Klein 41’ (rig.) | Marcatori | Marković 14’ (rig.) Gakpé 50’ |

| Arbitro: | Gil |

|                                                    |           |            |
| Gakpé 45+2’ (rig.) Handl 55’ (aut.) Gianniōtas 67’ | Marcatori | Jarjué 18’ |